# Slovenska Obveščevalno-Varnostna Agencija
La Slovenska Obveščevalno-Varnostna Agencija (Agence de renseignements et de sécurité slovène, SOVA) est le principal service de renseignement de Slovénie. Elle veille à préserver la sécurité nationale du pays dans les domaines politique et économique. La base légale de l’activité de la SOVA, service gouvernemental indépendant, est régie par la loi relative à la SOVA, adoptée en 1999 et amendée en 2003.